# Front Range
Il Front Range è una catena montuosa delle Montagne Rocciose meridionali nel Nord America, situata nella parte centrale dello stato del Colorado e nella porzione sud-orientale dello stato del Wyoming. Si tratta della prima catena montuosa che si incontra andando verso ovest lungo il 40º parallelo nord attraverso le Grandi Pianure del Nord America.
Il Front Range si estende in direzione nord-sud da Casper nel Wyoming, a Pueblo in Colorado, e si innalza circa 3 000 metri sopra le Grandi Pianure. Longs Peak, Mount Evans e Pikes Peak sono le cime più importanti, visibili dal corridoio dell'Interstate 25. L'area è una destinazione popolare per il mountain bike, per le escursioni, le scalate e il campeggio durante i mesi più caldi, e per lo sci e lo snowboarding durante l'inverno. Milioni di anni fa, l'attuale Front Range fu il sito di antiche catene montuose, di deserti, di spiagge e anche di oceani.
Il nome "Front Range" viene anche applicato al Front Range Urban Corridor, la popolata regione del Colorado e Wyoming situata subito ad est della catena montuosa, e che si estende da Cheyenne nel Wyoming fino a Pueblo, in Colorado. Questo corridoio urbano beneficia degli effetti mitiganti sul clima delle montagne, che aiutano a bloccare le forti tempeste.

## Geologia

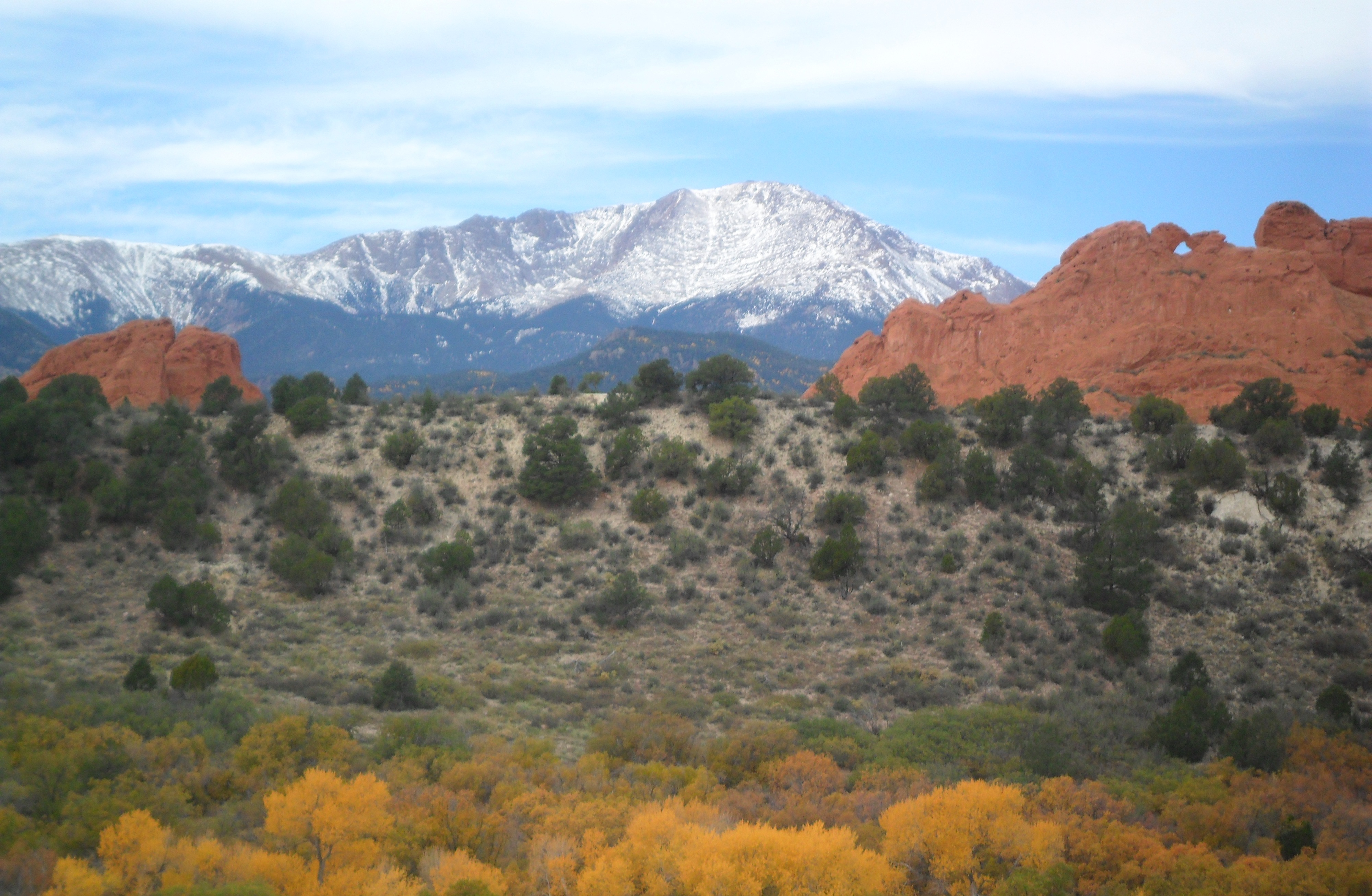
Pikes Peak e Garden of the Gods.

### Granito di Pikes Peak
Circa un miliardo di anni fa una massa di magna si innalzò sulla superficie attraverso un mantello molto più antico, raffreddandosi per costituire quello che oggi è conosciuto come granito di Pikes Peak precambriano. Nei successivi 500 milioni di anni, il granito venne eroso e non vi furono depositi di sedimenti su questo primo strato, portando a discordanza angolare. Tra 500 e 300 milioni di anni fa, la regione iniziò a sprofondare e i sedimenti iniziarono a depositarsi nel nuovo spazio che si formò; il granito eroso produsse particelle di sabbia che iniziarono a formare strati di sedimenti nel bacino. La sedimentazione continuò fino a 300 milioni di anni fa.

### Formazioni Fountain
Circa 300 milioni di anni fa l'affondamento venne invertito, e il granito ricoperto di sedimenti iniziò a sollevarsi, dando origine alle Montagne Roccione ancestrali. Nei successivi 150 milioni di anni, durante il sollevamento, le montagne continuarono ad erodersi e a coprire i versanti con i propri sedimenti. Il vento, la gravità, le piogge, la neve e lo scioglimento dei ghiacci formarono fiumi che scolpirono le montagne di granito, e portarono alla fine alla loro completa rimozione. I sedimenti di queste montagne si trovano oggi nelle formazioni Fountain, che prendono il nome dal corso d'acqua Fountain Creek, che si trova nella contea di El Paso, e che sono di colore rosso. Il Red Rocks Amphitheatre situato fuori da Denver, è costruito con la formazione Fountain.

### Formazioni Lyons

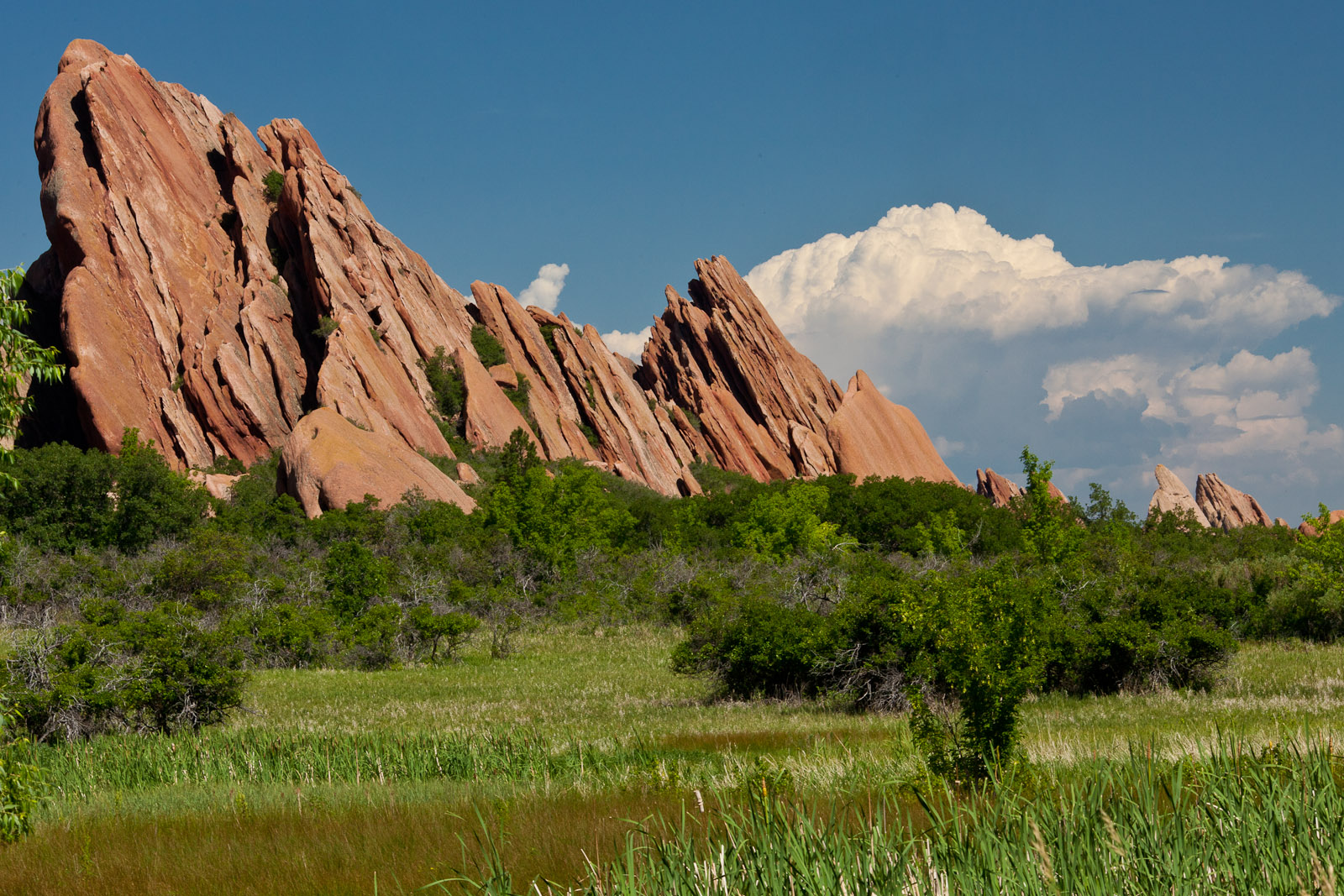
Formazioni di Lyons lungo il fronte orientale del Front Range

280 milioni di anni fa i livelli del mare erano bassi, e l'attuale Colorado era parte del supercontinente Pangea. Deserti di sabbia coprivano quasi tutta l'area, le cui dune sono rimaste compresse in strati come arenaria nelle rocce note oggi come formazioni Lyons. Queste dune appaiono su strati incrociati e mostrano varie impronte di fossili e tracce di foglie. Gli strati sollevati di formazioni Lyons si trovano lungo il Front Range e costituiscono l'ingresso al Garden of the Gods (Giardino degli Dei).

### Formazioni Lykins
30 milioni di anni più tardi si stavano ancora depositando sedimenti con l'introduzione degli scisti di Lykins. Questa formazione può essere attribuita ai suoi strati ondulati di calcare fangoso e tracce di stromatoliti nati in una piana di marea nell'attuale Colorado. 250 milioni di anni fa, le Montagne Rocciose ancestrali si stavano erodendo; questa formazione iniziò subito dopo la più grande estinzione della Terra, 251 milioni di anni fa, al confine tra Permiano e Triassico. Il 90% della vita marina del pianeta si estinse, come anche molta parte di quella terrestre.

### Formazioni Morrison
Dopo 100 milioni di anni di depositi, un nuovo ecosistema portò la crescita di nuove formazioni, quelle di Morrison in arenaria. Questa contiene alcuni dei migliori fossili del tardo Giurassico, ed è molto nota per le tracce e ossa di sauropodi, tra gli altri fossili di dinosauri. Come si rileva dai fossili, l'ecosistema era popolato da vario tipo di generazione, come le felci e Zamites. Mentre in questo periodo le piante si svilupparono in varie specie, l'erba non aveva ancora raggiunto un punto di evoluzione.

### Arenaria Dakota
L'arenaria Dakota, che si depositò tra 100 milioni di anni fa e l'apertura del mare interno occidentale nel Cretaceo dall'Artico ai Tropici, mostra evidenze di felci e tracce di dinosauri. Si possono notare strati di increspature sulle formazioni, che confermano che l'ambiente era prossimo alla scogliera, dove le acque avanzavano e si ritiravano. Queste formazioni sono resistenti all'erosione e si sono sollevate fino a formare il Dakora Hogback, una catena posta tra le montagne e la pianura.

### Gruppo Benton e formazioni Niobrara
Nei successivi 35 milioni di anni il mare del Cretaceo si allargò ripetutamente fino a Utah e Wisconsin, e si strinse fino alla chiusura. Senza le montagne presenti al tempo, l'area del Colorato era in linea con le profondità del mare; essendo tuttavia un arco transcontinentale, le aree del Front Range erano relativamente poco profonde ed erano prossime alle prime terre che emersero quando il mare si aprì. Scisto e gesso si depositarono nell'area formando il calcare Greenhorn del gruppo Benton e le formazioni Niobara. All'interno di questi letti si trovano abbondanti fossili marini (ammoniti e scheletri di pesci, e rettili marini come mosasauri e plesiosauri e specie estinte di tartarughe di mare), insieme a resti di rari dinosauri e uccelli. Oggi la formazione in calcare di Fort Hays costituisce formazioni e catene secondarie sul versante orientale del Dakota Hogback.

### Scisto Pierre
Gli scisti non gessosi Pierre si formarono nel ciclo finale del lungomare; circa 68 milioni di anni fa, il Front Range iniziò a innanzarsi ancora a causa dell'orogenesi Laramide nella parte occidentale dello stato, passando da essere fondale marino a terraferma, cedendo spazio ad altra roccia fossilifera, la Formazione Denver.

### Formazione Denver

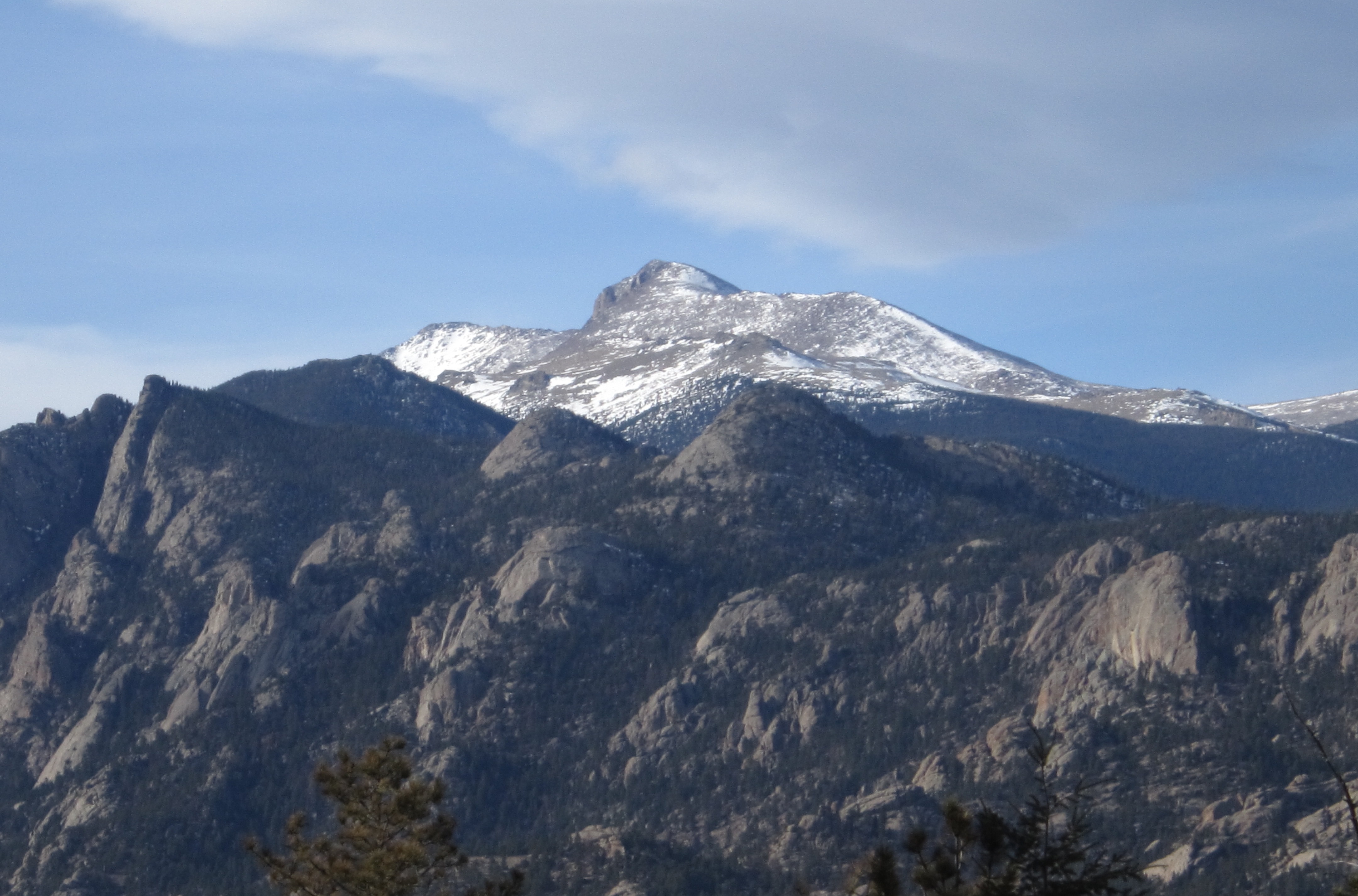
Front Range presso Estes Park (Mummy Mountain)

La formazione Denver contiene fossili di dinosauri come il Tyrannosaurus rex ed il Triceratops; mentre le foreste, i dinosauri ed altri organismi prosperavano, il loro segno sarebbe giunto alla fine al limite Cretaceo-Terziario, noto come Limite K-T. In un istante, milioni di specie vennero cancellate dall'impatto di un meteorite nella penisola dello Yucatán in Messico; mentre l'estinzione portò alla morte dei dinosauri e altri organismi, altre forme di vita rimasero a popolare la terra dopo il disastro. Le montagne continuarono ad erodersi costantemente e, 40 milioni di anni fa, la regione fu nuovamente sepolta la materiale eroso dalle montagne centrali.

### Conglomerato Castle Rock
Improvvisamente, 37 milioni di anni fa una grande eruzione vulcanica ebbe luogo nel Collegiate Range, e coprì il territorio con ceneri incandescenti che bruciarono e consumarono qualsiasi cosa. L'intero ambiente lussureggiante fu coperto nel giro di minuri da sei metri di roccia estremamente resistente, il riolite. Tuttavia la vita sopravvisse, e dopo pochi milioni di anni le alluvioni erosero la roccia di riolite e piante e animali ricominciarono a colonizzare il territorio. Le alluvioni e le erosioni della roccia vulcanica formarono il conglomerato Castle Rock, che si può vedere nel Front Range.

### Depositi del Quaternario
Alla fine, circa 10 milioni di anni fa, il Front Range iniziò a innalzarsi nuovamente e il granito presente nel cuore delle montagne fu spinto verso l'alto, mentre i deboli sedimenti depositati al di sopra furono erosi. Mentre il Front Range si innalzava, le correnti e le recenti glaciazioni (16 000 anni fa) durante il Quaternario scoprirono la catena montuosa, eliminando i sedimenti superficiali e dando origine alle cime granitiche presenti oggi. Questo fu l'ultimo passo nella costituzione dell'attuale sequenza geologica dell'attuale Front Range.

## Principali cime
Il Front Range comprende le più alte cime del fronte orientale delle Montagne Rocciose. La cima più alta è il Grays Peak, e tra le altre cime vi sono Torreys Peak, monte Evans, Longs Peak, Pikes Peak e Mount Bierstadt.

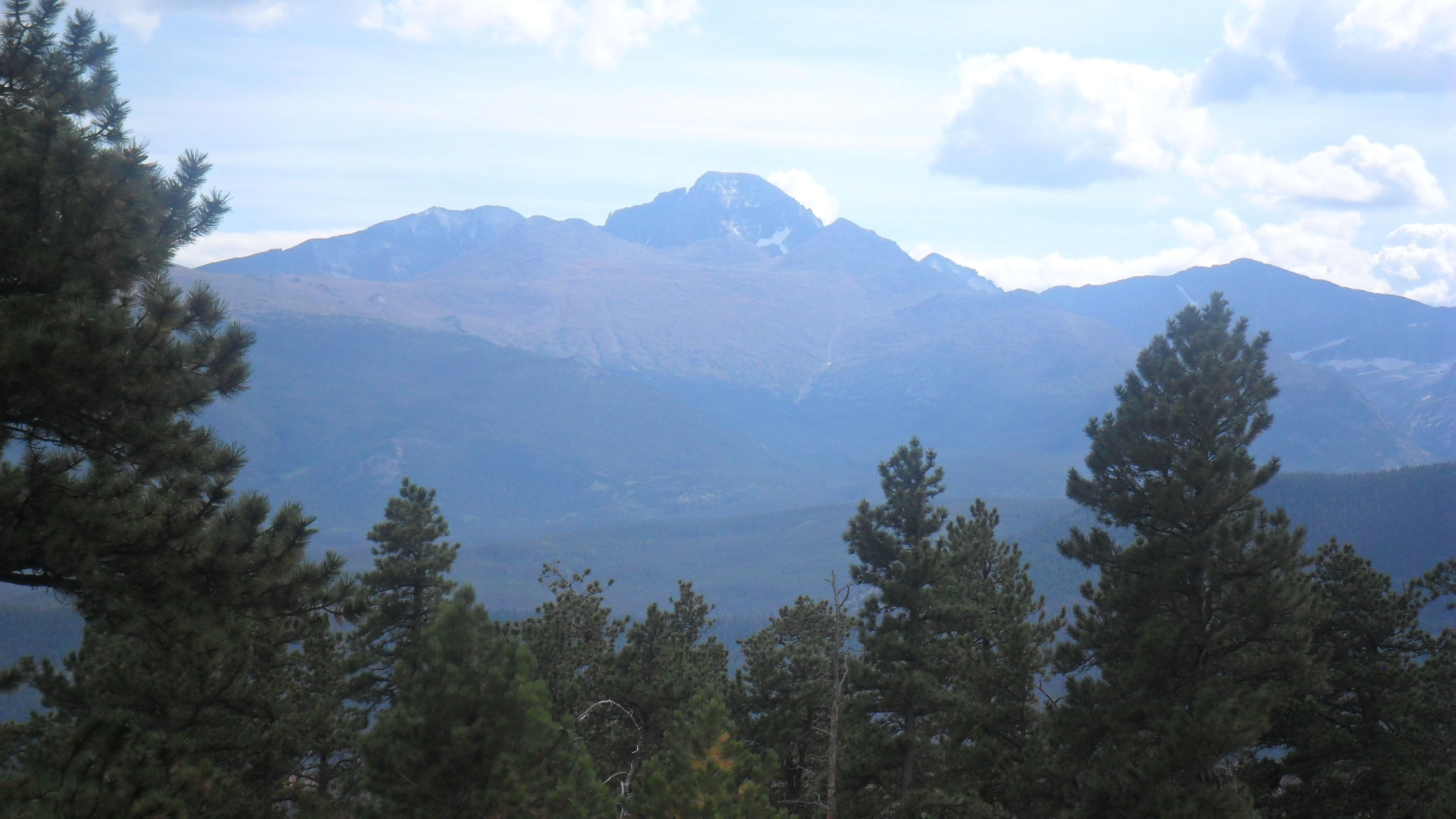
Longs Peak

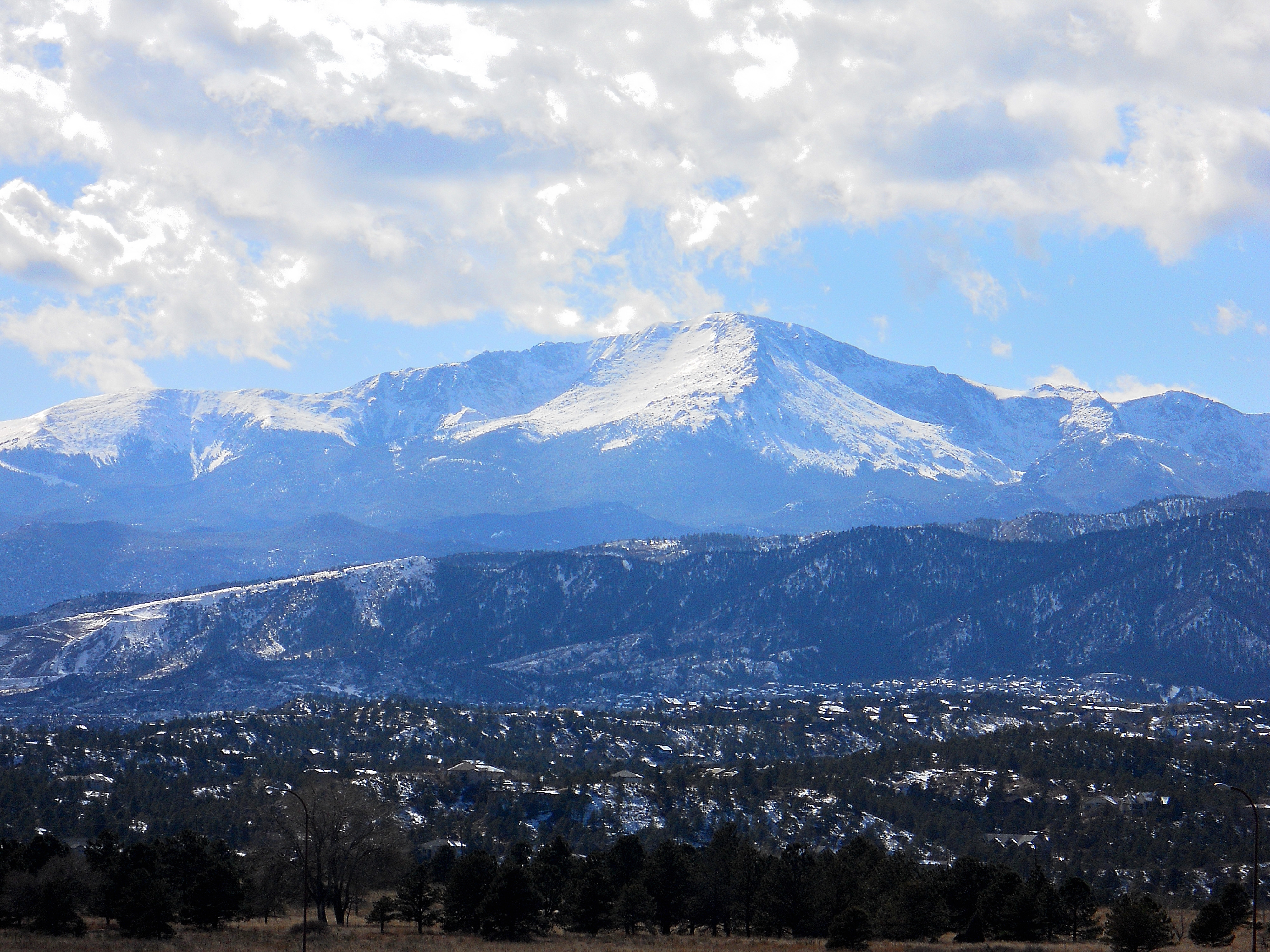
Pikes Peak

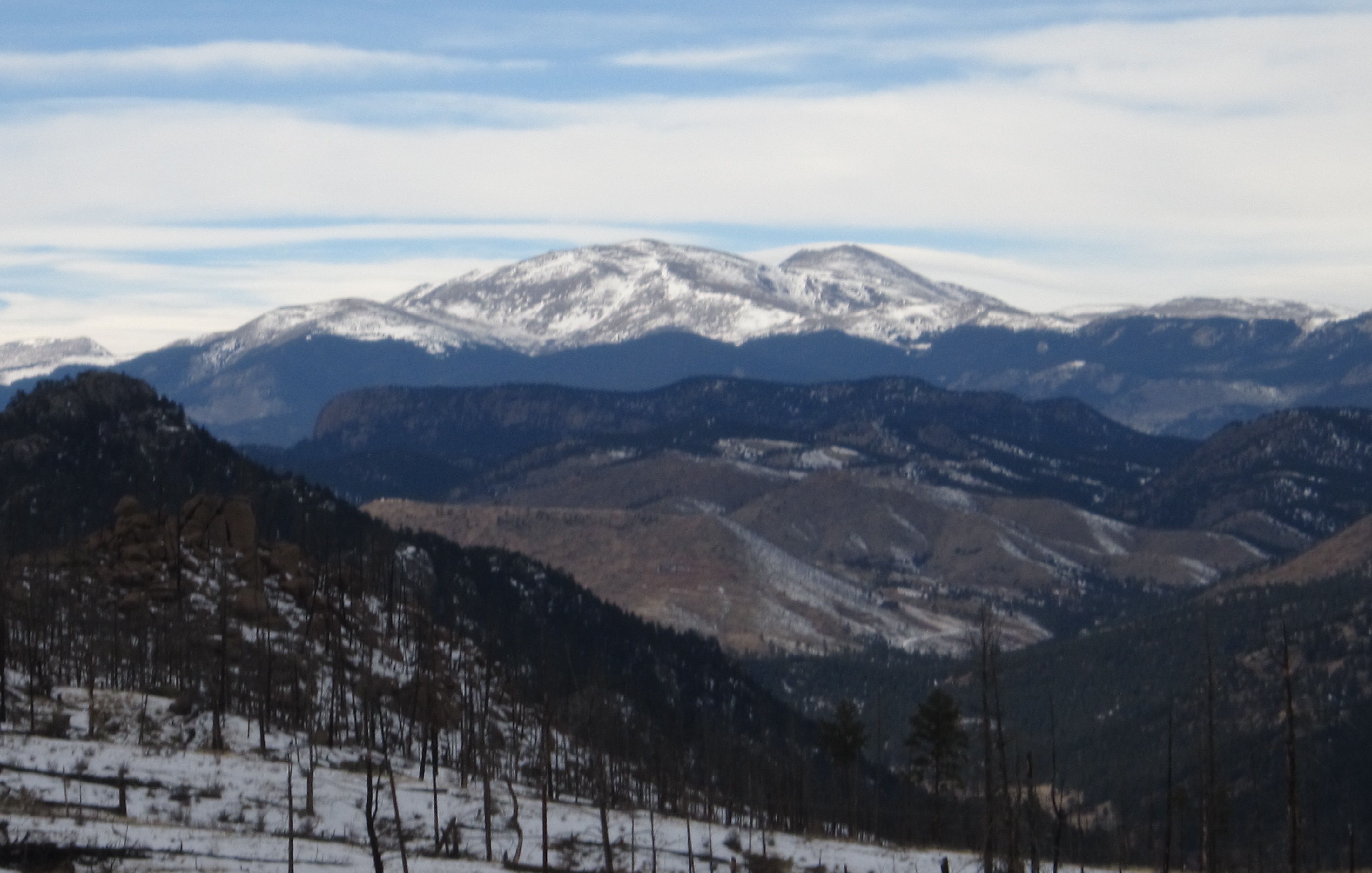
Monte Evans

| Posizione | Vetta                    | Catena montuosa               | Elevazione | Prominenza | Isolamento |
| --------- | ------------------------ | ----------------------------- | ---------- | ---------- | ---------- |
| 1         | Grays Peak NGS           | Front Range                   | 4 352 m    | 844 m      | 40,3 km    |
| 2         | Monte Evans NGS          | Front Range                   | 4 348 m    | 844 m      | 15,76 km   |
| 3         | Longs Peak NGS           | Front Range                   | 4 346 m    | 896 m      | 70,19 km   |
| 4         | Pikes Peak NGS           | Pikes Peak Massif             | 4 302 m    | 1 685 m    | 97,82 km   |
| 5         | Monte Silverheels NGS    | Front Range                   | 4 215 m    | 695 m      | 8,82 km    |
| 6         | Monte Bald               | Front Range                   | 4 172 m    | 639 m      | 12,09 km   |
| 7         | Bard Peak                | Front Range                   | 4 159 m    | 518 m      | 8,74 km    |
| 8         | Hagues Peak NGS          | Mummy Range                   | 4 137 m    | 737 m      | 25,62 km   |
| 9         | North Arapaho Peak       | Indian Peaks                  | 4 117 m    | 507 m      | 24,78 km   |
| 10        | Parry Peak               | Front Range                   | 4 083 m    | 527 m      | 15,22 km   |
| 11        | Monte Richthofen         | Front Range                   | 3 945 m    | 816 m      | 15,54 km   |
| 12        | Specimen Mountain        | Front Range                   | 3 808 m    | 527 m      | 7,82 km    |
| 13        | Bison Peak NGS           | Tarryall Mountains            | 3 789 m    | 747 m      | 30,80 km   |
| 14        | Waugh Mountain           | South Park Hills              | 3 570 m    | 710 m      | 32,22 km   |
| 15        | Black Mountain NGS       | South Park Hills              | 3 550 m    | 680 m      | 12,92 km   |
| 16        | Williams Peak NGS        | South Williams Fork Mountains | 3 541 m    | 624m       | 17,37 km   |
| 17        | Puma Peak                | South Park Hills              | 3 528 m    | 688m       | 11,97 km   |
| 18        | Thirtynine Mile Mountain | South Park Hills              | 3 521 m    | 636m       | 17,08 km   |
| 19        | Twin Sisters Peaks       | Front Range                   | 3 484 m    | 709 m      | 7,01 km    |
| 20        | South Bald Mountain      | Laramie Mountains             | 3 355 m    | 562 m      | 21,99 km   |

## Trasporti
Le principali autostrade interstatali che passano per il Front Range sono la Interstate 70, che passa ad ovest di Denver, e la Interstate 80, che passa presso Laramie, nel Wyoming. La U.S. Route 34 attraversa le montagne presso Loveland, anche se il tracciato è tipicamente chiuso da ottobre a maggio. La U.S. Route 24 passa attraverso il Front Range meridionale ad ovest di Colorado Springs, collegandosi alla fine con la I-70 ad ovest di Vail.
Oltre alle strade, la Union Pacific Railroad gestisce due linee ferroviarie attraverso le montagne. La prima Overland Route transita nel Wyoming meridionale e corre parallela alla I-80 per gran parte del suo itinerario. La seconda è la ex Denver and Rio Grande Western Railroad Moffat Route, che corre parallela al fiume Colorado e attraverso il Moffat Tunnel lungo 6,5 miglia. In origine era chiamata Denver and Salt Lake Railway, l'ex Rio Grande è utilizzata per il traffico merci sia da Union Pacific che da BNSF Railway, ed è utilizzata anche dal California Zephyr e Winter Park Express di Amtrak.